# دوري قرغيزستان لكرة القدم 1994
دوري قيرغيزستان لكرة القدم 1994 هو الموسم 3 من دوري قيرغيزستان لكرة القدم. فاز فيه FC Kant-Oil ‏.